# FINEPLAY
「FINEPLAY」（ファインプレー）は日本の株式会社 ZETA（ゼータ）が運営する、エクストリームスポーツを中心に取り扱うニュースサイトである。
| FINEPLAY | FINEPLAY                                               |
| -------- | ------------------------------------------------------ |
| URL      | https://fineplay.me                                    |
| 使用言語 | 日本語                                                 |
| タイプ   | ニュースサイト                                         |
| ジャンル | ストリートスポーツ アクションスポーツ アーバンスポーツ |
| 運営者   | 株式会社 ZETA                                          |
| 設立日   | 2013年9月                                              |
| 現状     | 現在運営中                                             |

2013年9月より運営を開始。サーフィンやスケートボード 、ダンス、スノーボードやクライミング、BMXやFMXといったエクストリームスポーツ(アーバンスポーツ)の記事配信をサイトで行っているほか、FacebookやTwitter、InstagramといったSNSやYoutubeでもコンテンツを配信している。
2018年10月にはBS-TBS「スゴ技！Xスポーツ」の制作協力も行った。

## カテゴリ
- SURF-サーフィン
- SKATE-スケートボード
- DANCE-ダンス
- SNOW-スノースポーツ
- CLIMB-スポーツクライミング、フリークライミング
- FREESTYLE-フリースタイルフットボール、フリースタイルバスケットボールなど
- BMX-バイシクルモトクロス
- FMX-フリースタイルモトクロス
- CULTURE-音楽やアート
- OTHERS-ダブルダッチ、Red Bull Air Race、パルクールなど

## 加盟団体
JASA（JAPAN ACTION SPORTS ASSOCIATION）

## 配信先メディア
- SPORTS BULL
- ネタりか
- Brarie magazine
- Yahoo!映像トピックス
- Sportsnavi
- Kyodo News[4]
- Gunosy
- ニュースパス
- ニコニコニュース
- GYAO![5]
- TODAY
- Yahoo!ニュース

## コンテンツ提供元
- SNOW ANGEL
- JF3-日本フリースタイルフットボール連盟[6]
- SPORTS BULL
- Chees
- Inspire
- McGuffin
- ダブルダッチマン